# Vinsonmassief
Het Vinsonmassief is een gebergtemassief in Antarctica. Het ligt ongeveer 1300 kilometer van de geografische zuidpool. Het massief is ongeveer 21 kilometer lang en 13 kilometer breed. Het zuidelijke eind ervan wordt afgedekt door Mount Craddock (4650 m).
Het bestaan van het massief was onbekend tot 1957, toen het door de vliegtuigen van de U.S. Navy werd gezien. Het werd genoemd naar Carl Vinson, een congreslid voor de staat Georgia, die een belangrijk pleitbezorger was voor de financiering van het onderzoek van de zuidpool.
Het Vinsonmassief maakt deel uit van het Ellsworthgebergte. Mount Vinson (4892 m) is de hoogste berg van dit massief, en ook meteen de hoogste berg van Antarctica.
In 1963 begonnen twee groepen binnen de Amerikaanse Alpine Club steun te verzamelen voor een expeditie met als doel Mount Vinson te beklimmen. De twee groepen gingen in het voorjaar van 1966 samen en kregen daarop steun van de National Science Foundation voor uitvoering van het plan. In het najaar van 1966 (het Antarctisch voorjaar) vertrok een expeditie van 10 wetenschappelijk onderzoekers en bergbeklimmers naar Antarctica voor de American Antarctic Mountaineering Expedition (AAME) 1966/67. Nadat de expeditie met behulp van een C-130 Hercules van het Amerikaanse leger naar de berg gebracht was, bereikte een groep van vier klimmers onder leiding van Nicholas B. Clinch op 18 december 1966 de top. In de dagen daarop bereikten ook de andere expeditieleden de top van Mount Vinson.